# Півняк Геннадій Григорович
Генна́дій Григо́рович Півня́к (нар. 23 жовтня 1940, Олександрія) — визнаний вчений у галузі електроенергетики, засновник наукової школи гірничої та металургійної електроенергетики,  доктор технічних наук,  професор, заслужений діяч науки і техніки (1990), заслужений працівник нафтогазової промисловості Польщі (1994). Академік НАН України (1997),  почесний академік НАПН України (2021). Почесний доктор Краківської гірничо-металургійної академії (Польща, 2000), ТУ «Фрайберзька гірнича академія» (Німеччина, 2010), Київського національного університету імені Тараса Шевченка (2020), Почесний професор Запорізького національного університету (2020). Ректор Національного технічного університету «Дніпровська політехніка»  (1982-2021), Почесний ректор,  голова Вченої ради університету (2021). Завідувач кафедри систем електропостачання (1976–2016). Експерт Комітету ЄЕК ООН (1995). Радник Прем'єр-міністра України (до 2000). Член Комітету з Державних премій України в галузі науки і техніки (2000–2024).  Віце-президент Спілки ректорів вузів України (2001–2021). Двічі лауреат Державної премії України в галузі науки і техніки (1998, 2005), лауреат премії ім. С.О. Лебедєва НАН України (1996).  Почесний громадянин м. Дніпро (2021). Має сертифікат Національного реєстру рекордів України в категорії «Людські досягнення» (2021).

## Життєпис
Народився 23 жовтня 1940 року  в місті Олександрія Кіровоградської області (нині –Україна); українець; має 2 синів.
У 1963 році закінчив електротехнічний факультет Дніпропетровського гірничого інституту ім. Артема (гірничий інженер-електромеханік), в якому залишився працювати і з яким була пов'язана його подальша наукова і науково-педагогічна діяльність. У 1982 році став ректором цього вишу.
У 1967 році – кандидат технічних наук, у 1970 – доцент,  з 1976 – завідувач кафедри систем електропостачання Дніпропетровського гірничого інституту ім. Артема.
У 1981 році захистив докторську дисертацію на тему: «Розробка та дослідження тиристорних перетворювачів у комплексі електрообладнання для безконтактного електричного транспорту вугільних шахт». Ним розроблено загальну теорію, принципи побудови та методи синтезу потужних високодобротних систем електромагнітної передачі енергії підвищеної частоти, розвинуто методи оцінки режимів «інтелектуальних» мереж і систем. Його фундаментальні дослідження дозволили впровадити новітні електротехнології в енергетиці та машинобудуванні, джерела живлення для електропривода, транспорту і споживачів з особливим характером навантаження. З 1992 — член-кореспондент, а з 1997 — академік НАН України.

## Винаходи
Має 129 свідоцтв на винаходи та патенти з проблем електроенергетики, 3 наукових відкриття: «Закономірність омонолічування крихких водонасичених порід під дією електричного струму» (1995, диплом № 12), «Закономірність розміцнення подрібнених залізних руд під дією неоднорідного імпульсного магнітного поля» (1996, диплом № 45), «Явище порушення підйому частинок твердої фази висхідним газорідинним ерліфтним потоком у вигляді газових снарядів і рідинних проміжків між ними» (2007, диплом № 413).

## Праці
Співавтор двох Державних стандартів України:
  ДСТУ ISO 13600–2001. Основні положення (ISO 13600:1997, IDT). – Київ: Держстандарт України, БЗ № 7, 2001. – С. 31.  
  ДСТУ ISO 13601–2001. Системи енергетичні технічні. Структура для аналізу. Сектори постачання та споживання енергопродукту (ISO 13601:1998, IDT). – Київ: Держстандарт України, БЗ № 7, 2001. – С. 9.
Автор (співавтор) понад 500 наукових статей і доповідей, 55 монографій, 53 підручників і посібників, серед них:
- Перехідні     процеси в системах електропостачання: підручник (1989, 2000, 2016, 2024);
- Transients in Electric Power     Supply Systems:  Textbook for institutions of higher     education: monograph. – Trans Tech     Publications Ltd, Switzerland  (2016);

·      Materials Properties and Technologies of Processing. Special topic volume with invited peer reviewed papers only (2019);
·     Реактивна потужність в електричних мережах: монографія (2020).
- Сенсори і сенсорні системи: підручник у 2-х     т. (2021).
- Трансформація енергетики України в     «інтелектуальну» ресурсно незалежну систему: навч. посіб. (2023).

Володіє французькою мовою.
Захоплення: література, театр.

## Відзнаки і нагороди
Удостоєний ряду нагород, серед яких ордени: Знак Пошани (1981), Трудового Червоного Прапора (1986), князя Ярослава Мудрого V (1999) та IV (2004) ступенів, За заслуги ІІI ступеня (2012), ІІ ступеня (2015),  І ступеня (2021); почесні відзнаки: Шахтарська слава ІІІ ступеня (1984). ІІ ступеня (1988), І ступеня (1994), Відмінник освіти України (2000), Шахтарська доблесть ІІІ ступеня (2000), ІІ ступеня (2001), І ступеня (2002), Суспільне визнання ІІІ ступеня (2003), За розвиток соціального партнерства (2004), За наукові досягнення (2007, 2009), За особливі заслуги в розбудові незалежної України ІІІ ступеня (2018); медалі: ім. В.І. Лучицького (1998), За успіхи у навчанні і вихованні молоді (Польща,1998), За вагомий внесок у розвиток Дніпропетровської області (2009); Почесні грамоти: Кабінету Міністрів України (1999), Національної академії педагогічних наук України (1994, 1999), Верховної Ради України (2003).